# Ciérvana
Ciérvana (oficialmente en euskera: Zierbena) es un municipio de la provincia de Vizcaya, en la comunidad autónoma del País Vasco. Pertenece a la comarca de la Margen Izquierda de la desembocadura del río Nervión, en el área del Gran Bilbao. Sin embargo, desde una perspectiva histórica, Ciérvana formó parte de los Cuatro Concejos del Valle de Somorrostro dentro de la comarca de Las Encartaciones y por ello se le mantiene en la subcomarca de la Zona Minera.
Hasta 1995, Ciérvana estaba integrado en el municipio de Abanto y Ciérvana. Pero ya a partir de 1878, Ciérvana realizó un primer intento de desanexión; el segundo se produjo en 1941, hasta que finalmente, tras un largo y judicializado proceso, en enero de 1995 Ciérvana logra su independencia.

## Geografía
El municipio se encuentra en la zona noroccidental de la costa de Vizcaya, a 19 kilómetros de Bilbao, 8 km de Musques y 6 kilómetros de Santurce. La autovía A-8 posee un enlace directo con este municipio. Además existe una carretera que une Santurce con la Playa de la Arena que atraviesa Ciérvana. 
El municipio limita al norte con el mar Cantábrico, al oeste con Musques, al este con Santurce y al sur con Abanto y Ciérvana.
Por el noreste el municipio limita con la bahía de El Abra, formada en la desembocadura del Nervión y antesala de la Ría de Bilbao. Toda esta zona costera está ocupada por las instalaciones del Puerto de Bilbao, extendido principalmente por los municipios de Ciérvana y Santurce.
Por el noroeste el municipio se abre a otra bahía más pequeña, la de la Ría de Somorrostro. En esta zona se encuentra la Playa de la Arena, que pertenece parcialmente a Ciérvana. Entre ambas zonas costeras se encuentra Punta Lucero, donde hay un enorme espigón de 2,5 kilómetros de longitud que protege el puerto.

### Barrios

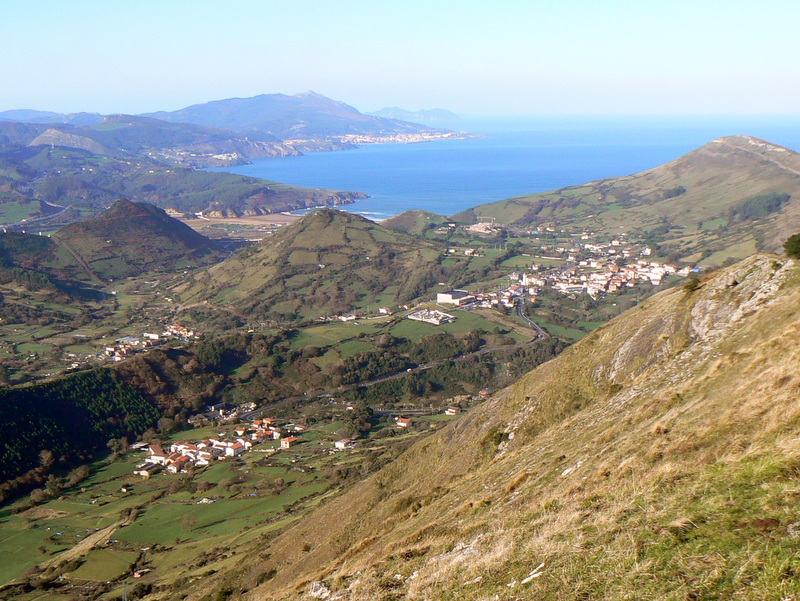
Ciérvana. Barrios de Valle (abajo a la izquierda), Kardeo (arriba a la izquierda), San Román, La Cuesta y San Mamés (derecha)

El municipio de Ciérvana está compuesto por los siguientes 8 núcleos de población con sus poblaciones en 2015:
- La Cuesta: 353 hab.
- La Arena: 366 hab.
- El Puerto: 305 hab.
- Valle: 134 hab.
- Kardeo: 71 hab.
- San Mamés: 264 hab.
- La Calleja.
- San Román.

La capital del municipio es el barrio de La Cuesta, situado aproximadamente en el centro geográfico de Ciérvana. Es el barrio más poblado con 1/4 de la población municipal y la sede del ayuntamiento. En este barrio se encuentra la iglesia de San Román, centro del antiguo concejo del que deriva el actual municipio.
El Puerto es un barrio en el cual se encuentra el Puerto Deportivo de Ciérvana, punto de obligada visita de la localidad. De la misma manera, en el mismo barrio se pueden encontrar varios puntos de interés como puede ser la localización del Club de Remo Ciérvana. Además, alberga una gran variedad de locales de hostelería en los cuales se pueden encontrar productos de la misma localidad. El barrio cuenta además con un gran número de plazas de aparcamiento repartidas en un párking exterior y con lugares de aparcamiento alrededor de la carretera que atraviesa el barrio. También se puede encontrar el acceso al Superpuerto.

### Otros
En su término municipal se hallan:
- Playa de la Arena
- Parte de las instalaciones del Puerto Autónomo de Bilbao (Punta Lucero).
- Parte de las instalaciones de la refinería de la empresa Petronor, hoy absorbida por Repsol YPF.
- La central de ciclo combinado de Bahía de Bizkaia Electricidad.
- La regasificadora de Bahía de Bizkaia Gas.

## Historia

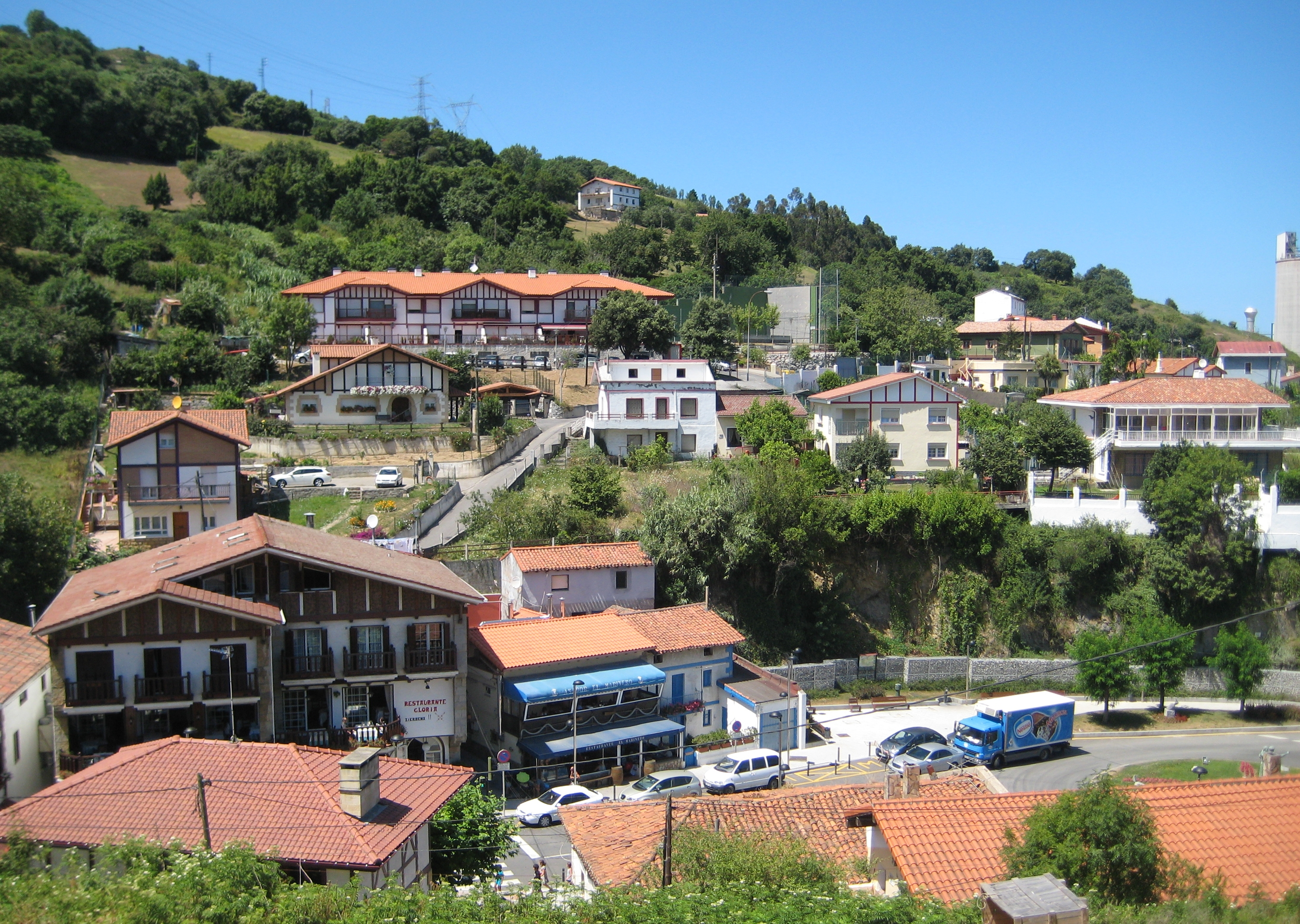
Barrio del Puerto

Parece que el pueblo romano habitó la zona de Ranes, entre La Arena y Kardeo, donde apareció en 1969 una necrópolis romana, junto a otra medieval.
La ocupación principal de sus habitantes ha sido tradicionalmente la navegación y la pesca (simultaneada con la labranza y la ganadería), de donde procede la denominación coloquial de «galipos», en referencia al cesto que las personas que trabajaban en la pesca usaban como instrumento en el que transportaban sus viandas para el día, el traje de aguas y el sueste y donde de regreso, a la tarde, llevaban a casa el pescado que en el reparto diario les correspondía.
Ciérvana formaba parte del llamado valle de Somorrostro, uno de los 9 valles que componían la comarca de Las Encartaciones. En estos valles se fueron creando en la Alta Edad Media los primitivos monasterios o parroquias de fundación particular, en cuyo entorno surgieron las aldeas que reforzaron su carácter de población estable y se consolidaron como entidades administrativas denominadas concejos, y posteriormente otro tipo de entidad: la república. Siguiendo este proceso, el valle de Somorrostro se fragmentó en las repúblicas o ayuntamientos denominados Cuatro Concejos (San Román de Ciérvana, San Pedro de Abanto, Santa Juliana de Abanto y San Julián de Muskiz) y Tres Concejos (San Jorge de Santurtzi, Santa Maria de Sestao y San Salvador del Valle de Trápaga).
En 1842, los concejos de San Pedro y Santa Juliana de Abanto, y el de San Román de Ciérvana pasaron a formar un municipio unificado, el de Abanto y Ciérvana. Pero ya a partir de 1878, Ciérvana realizó un primer intento de desanexión; el segundo se produjo en 1941, hasta que finalmente, tras un largo y traumático proceso, en enero de 1995 Ciérvana logra su independencia.
La mayoría de los apellidos de Ciérvana son de procedencia guipuzcoana (Goyerri) que recalaron debido, entre otros motivos, a la segunda guerra carlista que discurrió en el año 1874 en el Montaño, zona limítrofe entre los municipios de Abanto y Musques. También la actividad pesquera y ganadera atrajo a la juventud guipuzcoana, así como a profesores, que decidieron instalarse definitivamente en Ciérvana.

## Demografía
Ciérvana cuenta con una población de 1493 habitantes (INE 2024).
| Gráfica de evolución demográfica de Ciérvana entre 2001 y 2021 |
| |
| Población de derecho según los censos de población del INE Población de hecho según los censos de población del INEEntre el censo de 2001 y el anterior, aparece este municipio porque se segrega del municipio 48002 (Abanto y Ciérvana). Nota: La segregación se produjo en 1996 |

Para censos anteriores ver Abanto y Ciérvana
| 1206                       | 1207 | 1265 | 1283 | 1299 | 1351 |
| (Fuente: [cita requerida]) |      |      |      |      |      |

## Administración y política

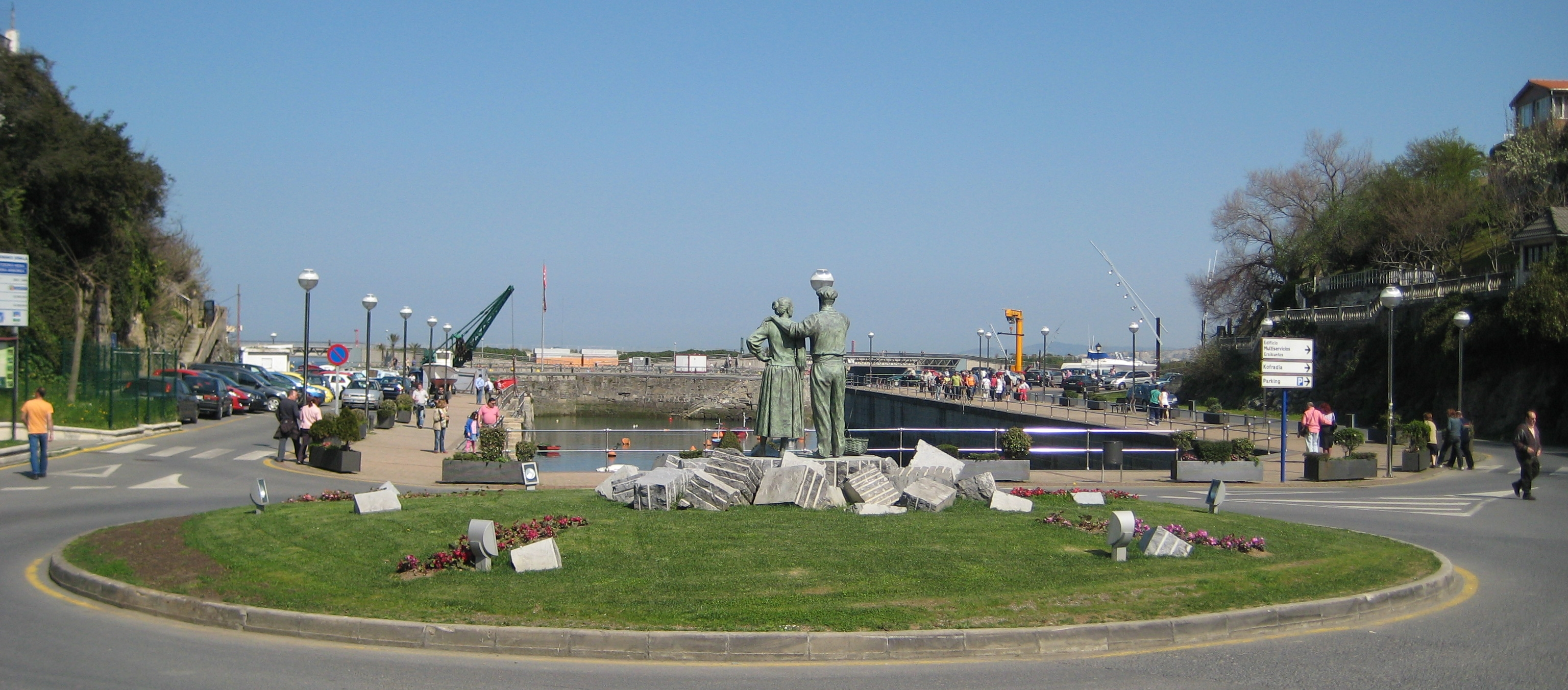
Rotonda del puerto de Ciérvana y en su centro la escultura de arrantzales

| Periodo   | Nombre                         | Partido | Partido                                                      |
| --------- | ------------------------------ | ------- | ------------------------------------------------------------ |
| 1995-2003 | Iñigo de Loyola Ortuzar Angulo |         | Euzko Alderdi Jeltzalea-Partido Nacionalista Vasco (EAJ-PNV) |
| 2003-2015 | Marcelino Elorza Talledo       |         | Euzko Alderdi Jeltzalea-Partido Nacionalista Vasco (EAJ-PNV) |
| 2015-2023 | Iñigo de Loyola Ortuzar Angulo |         | Euzko Alderdi Jeltzalea-Partido Nacionalista Vasco (EAJ-PNV) |
| 2023-act. | Eugenio Mendikote Carpintero   |         | Euzko Alderdi Jeltzalea-Partido Nacionalista Vasco (EAJ-PNV) |

| Partido político                                              | 2023  | 2023  | 2023       | 2019  | 2019  | 2019       | 2015  | 2015  | 2015       | 2011  | 2011  | 2011       | 2007  | 2007  | 2007       |
| Partido político                                              | %     | Votos | Concejales | %     | Votos | Concejales | %     | Votos | Concejales | %     | Votos | Concejales | %     | Votos | Concejales |
| Euzko Alderdi Jeltzalea-Partido Nacionalista Vasco (EAJ-PNV)  | 52,49 | 463   | 5          | 57,12 | 505   | 6          | 55,82 | 489   | 6          | 51,48 | 503   | 5          | 43,72 | 397   | 5          |
| Euskal Herria Bildu (EH Bildu)-Bildu                          | 39,68 | 350   | 4          | 32,8  | 290   | 3          | 34,47 | 302   | 3          | 17,4  | 170   | 2          | 17,07 | 155   | 1          |
| Partido Socialista de Euskadi-Euskadiko Ezkerra (PSE-EE PSOE) | 4,08  | 36    | 0          | 7,8   | 69    | 0          | 5,59  | 49    | 0          | 5,42  | 53    | 0          | 5,62  | 51    | 0          |
| Partido Popular del País Vasco (PP)                           | 0,9   | 8     | 0          | 1,24  | 11    | 0          | 1,37  | 12    | 0          | 1,13  | 11    | 0          | 2,2   | 20    | 0          |
| Zierbena Beti (ZB)                                            | —     | —     | —          | —     | —     | —          | —     | —     | —          | 22,42 | 219   | 2          | 28,85 | 262   | 3          |
| Ezker Batua-Berdeak (EB-B)                                    | —     | —     | —          | —     | —     | —          | —     | —     | —          | 1,23  | 12    | 0          | 1,43  | 13    | 0          |

## Cultura

### Patrimonio

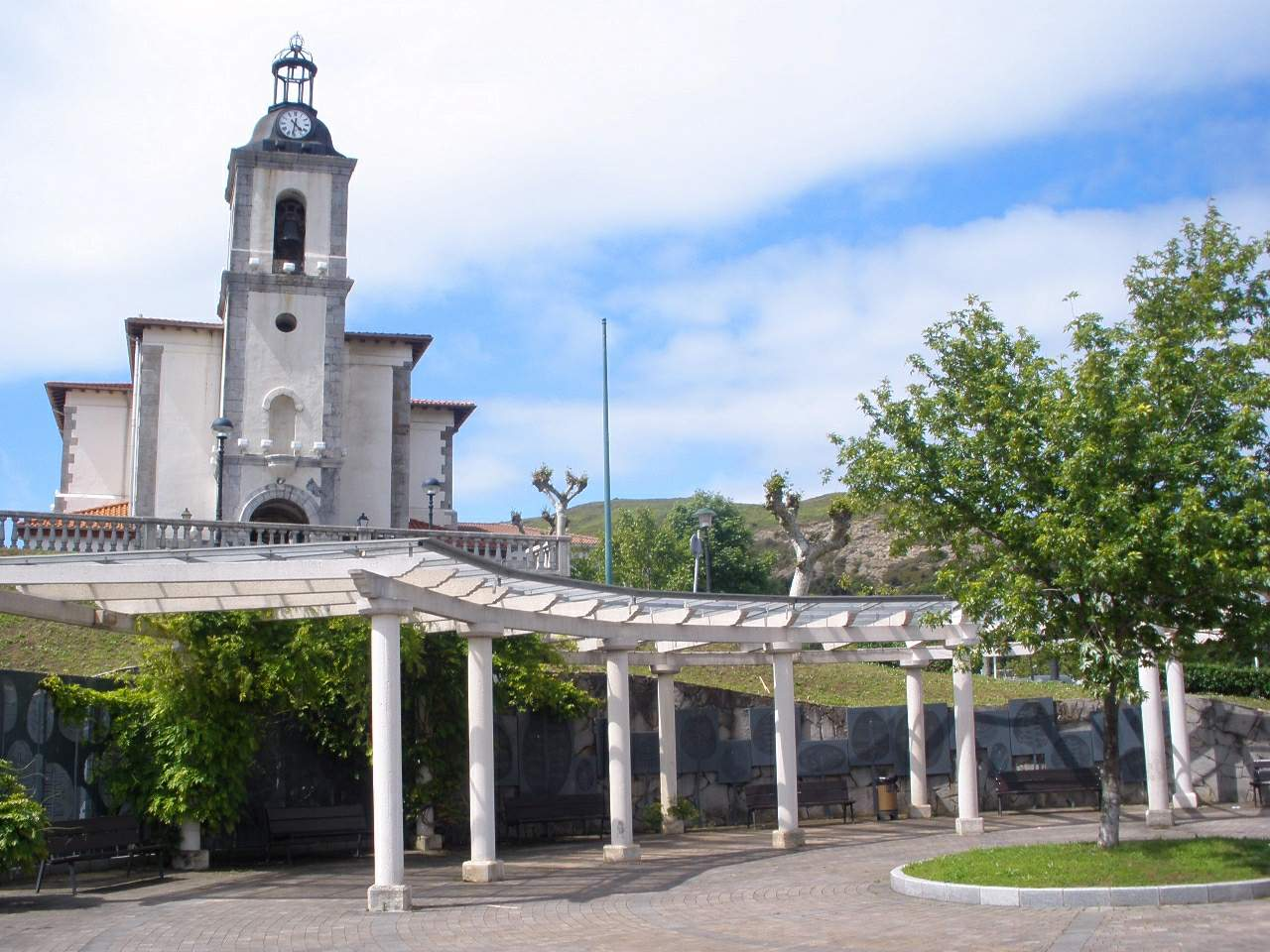
Iglesia de San Román

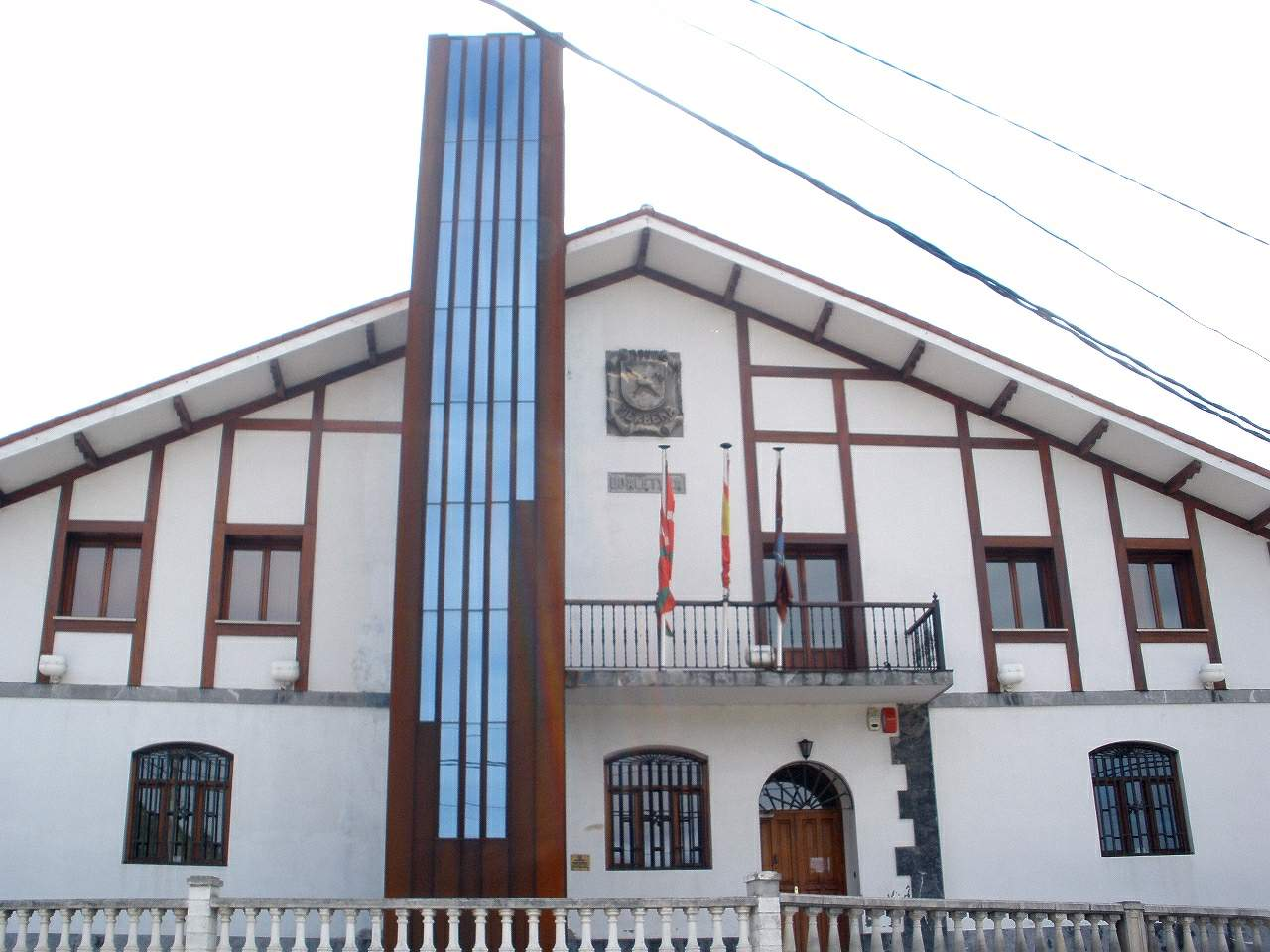
El Ayuntamiento, de construcción moderna, está ubicado en el solar de las antiguas escuelas, y fue inaugurado el 15 de octubre de 1997

#### Parroquia de San Román
Fue construida sobre las huellas de una iglesia del siglo XII. En 1880, siguiendo lo que Francisco Murrieta dejó en su testamento, se reconstruyó. Francisco Murrieta era un indígena nacido en Ciérvana en 1785. Tras su fallecimiento en Buenos Aires en 1865, se supo que dejó una gran fortuna para construir la iglesia.
En el altar del centro del altar mayor se encuentra la imagen del mártir San Román. Este cuadro procede de la época en que estuvo en el concejo de San Román de Ciérvana.

#### Ermita de Nuestra Señora Virgen del Puerto
Esta iglesia está situada en el barrio del mismo nombre, anexo a la parroquia de San Román. Se encuentra en la casa que dejó Alicia Sangines Renovales, que nació y vivió en Ciérvana. La ermita fue comprada y reconstruida en los años 50 gracias a las aportaciones de la Diputación, el municipio, el Obispado y las aportaciones de los vecinos.

#### Ermita de San Ignacio de Loyola
La ermita de San Ignacio de Loyola se encuentra en el barrio de La Arena, y fue construida en 1907 por iniciativa de los habitantes de las alquerías del lugar.

#### Otros
También cabe destacar la escultura realizada por Xebas Larrañaga en homenaje a los hombres y mujeres de la mar, que preside el Puerto. 
Y la obra ITSASONDO, de Enrike Zubia, realizada en 2021 al pie de la playa La Arena.

### Deporte
En la historia de Ciérvana existen dos modalidades deportivas que son antiquísimas y autóctonas:
- Bolos a Katxete: Desde tiempos inmemorables se jugó a esta modalidad, los carrejos en esa época los regentaban los dueños/as de las tabernas. Las transformaciones sociales han conducido a que, en la actualidad, sean de titularidad municipal.

- Remo: Ciérvana posee uno de los clubes de remo más antiguos de Vizcaya. Nació como una práctica, (producto de la rivalidad entre tripulaciones de diferentes puertos), a finales del siglo pasado. Ciérvana participaba en regatas de traineras, trainerillas y bateles, compitiendo con municipios de Vizcaya y Guipúzcoa, y consiguiendo un historial de triunfos impresionante que continúa engrosando hoy en día. A tal punto llega la afición a este deporte que, en el siglo pasado, los concejos de Santurce y Ciérvana confiaron a sus tripulaciones de arraunlaris la solución al contencioso sobre su límite territorial: al escuchar el primer canto del gallo, las traineras saldrían de sus respectivos puertos y en el punto donde se encontraran, allí, quedaría fijado ese límite, el cual se situó en la perpendicular sobre la costa.[10]

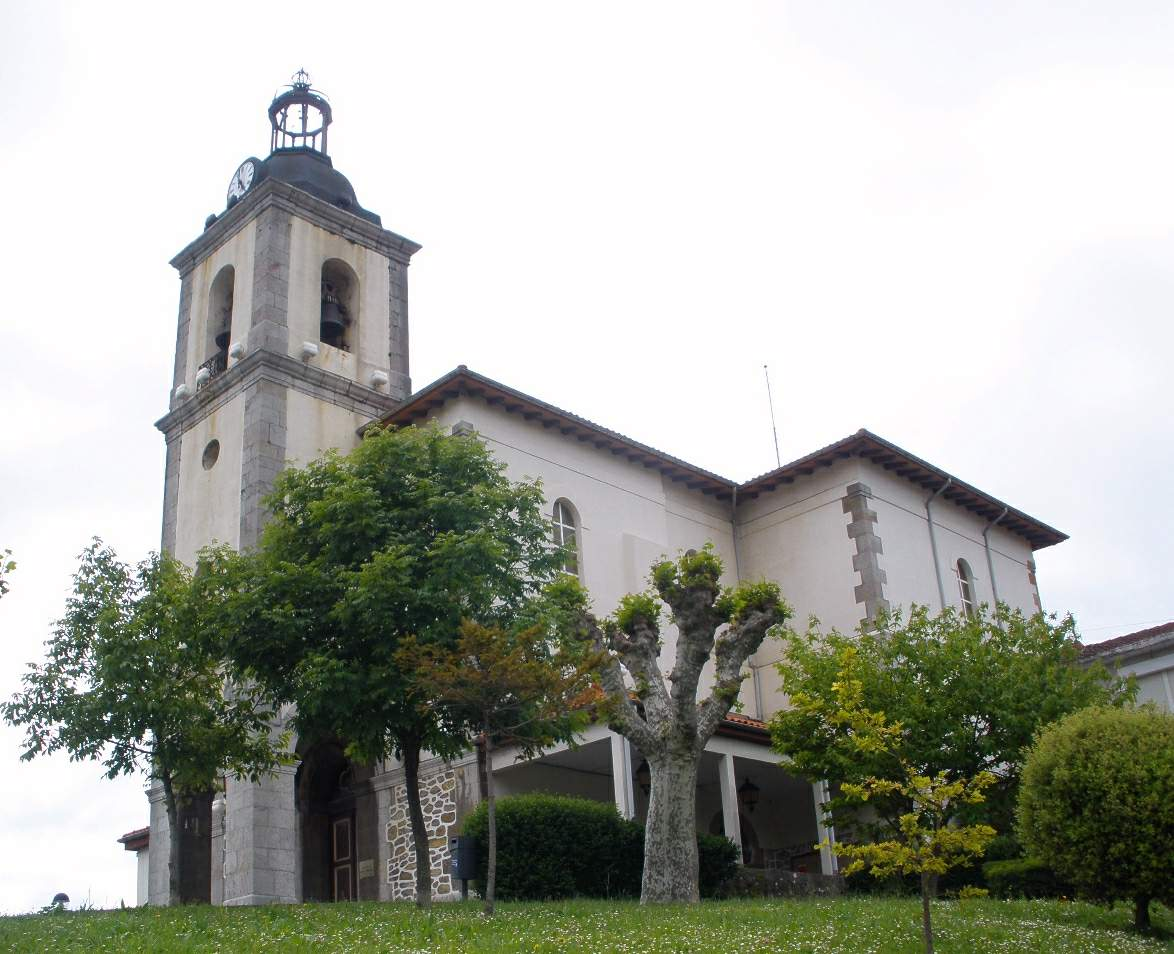
Iglesia de San Román
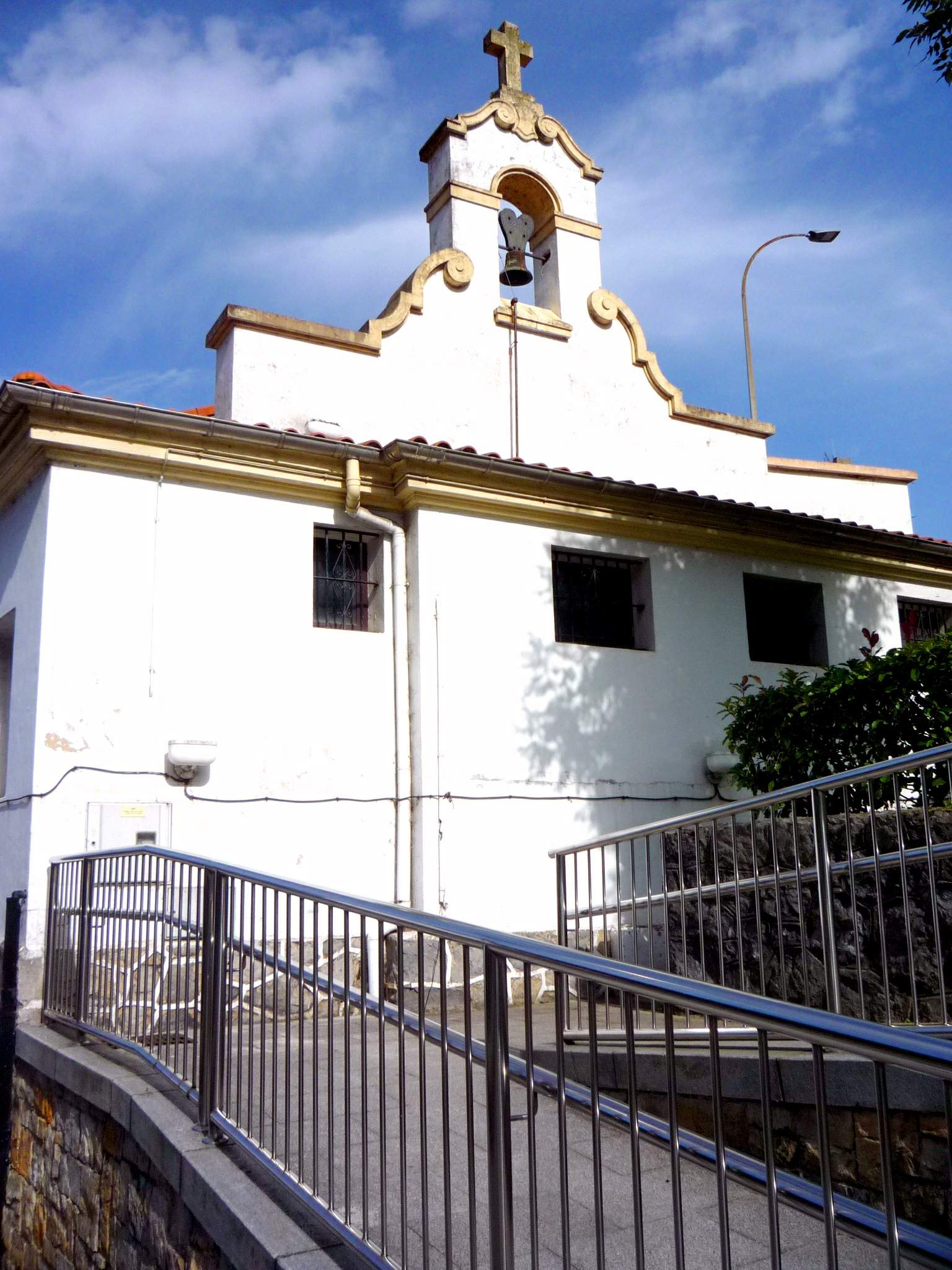
Iglesia de Nuestra Señora del Puerto
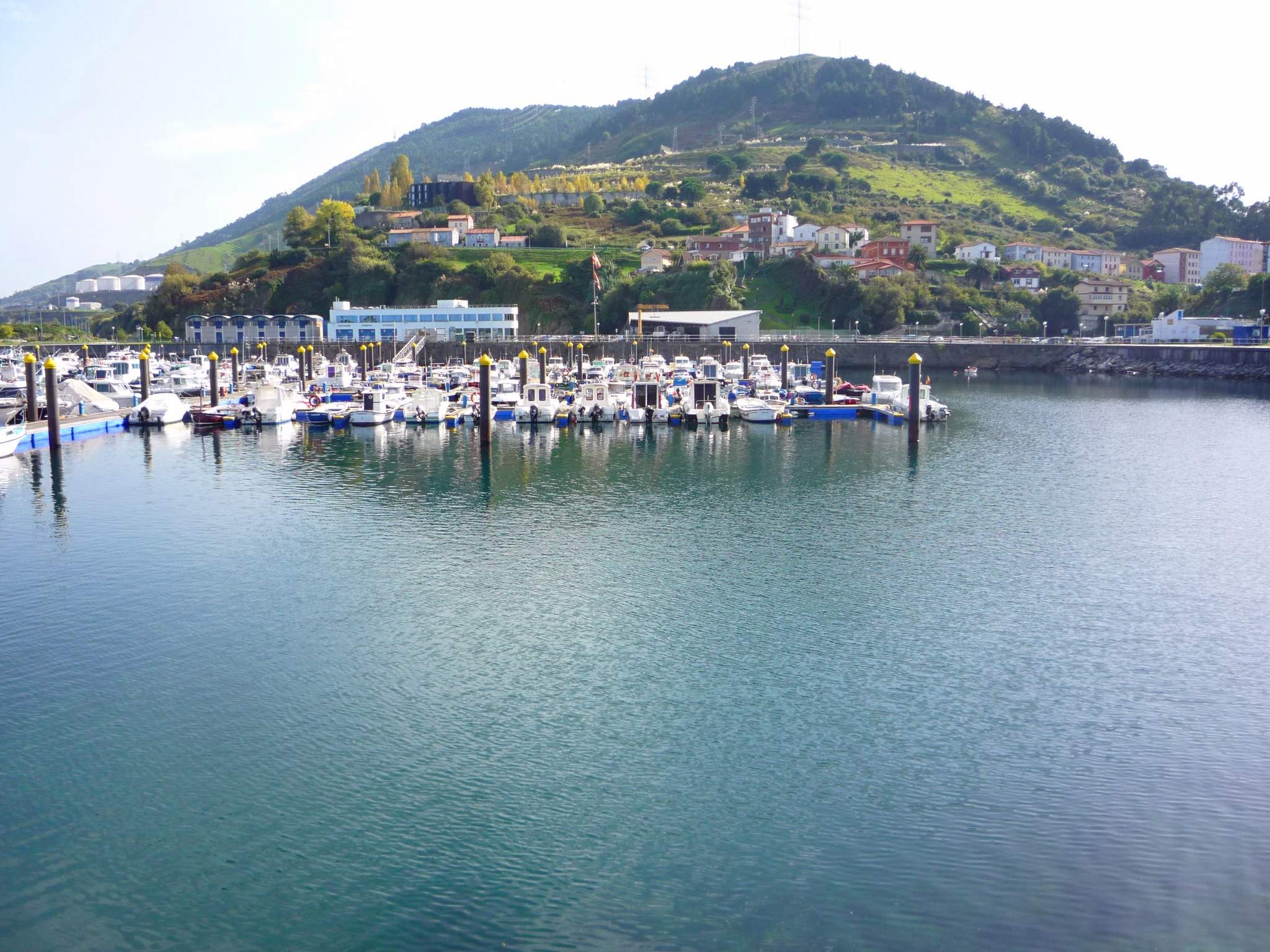
Puerto de Zierbena
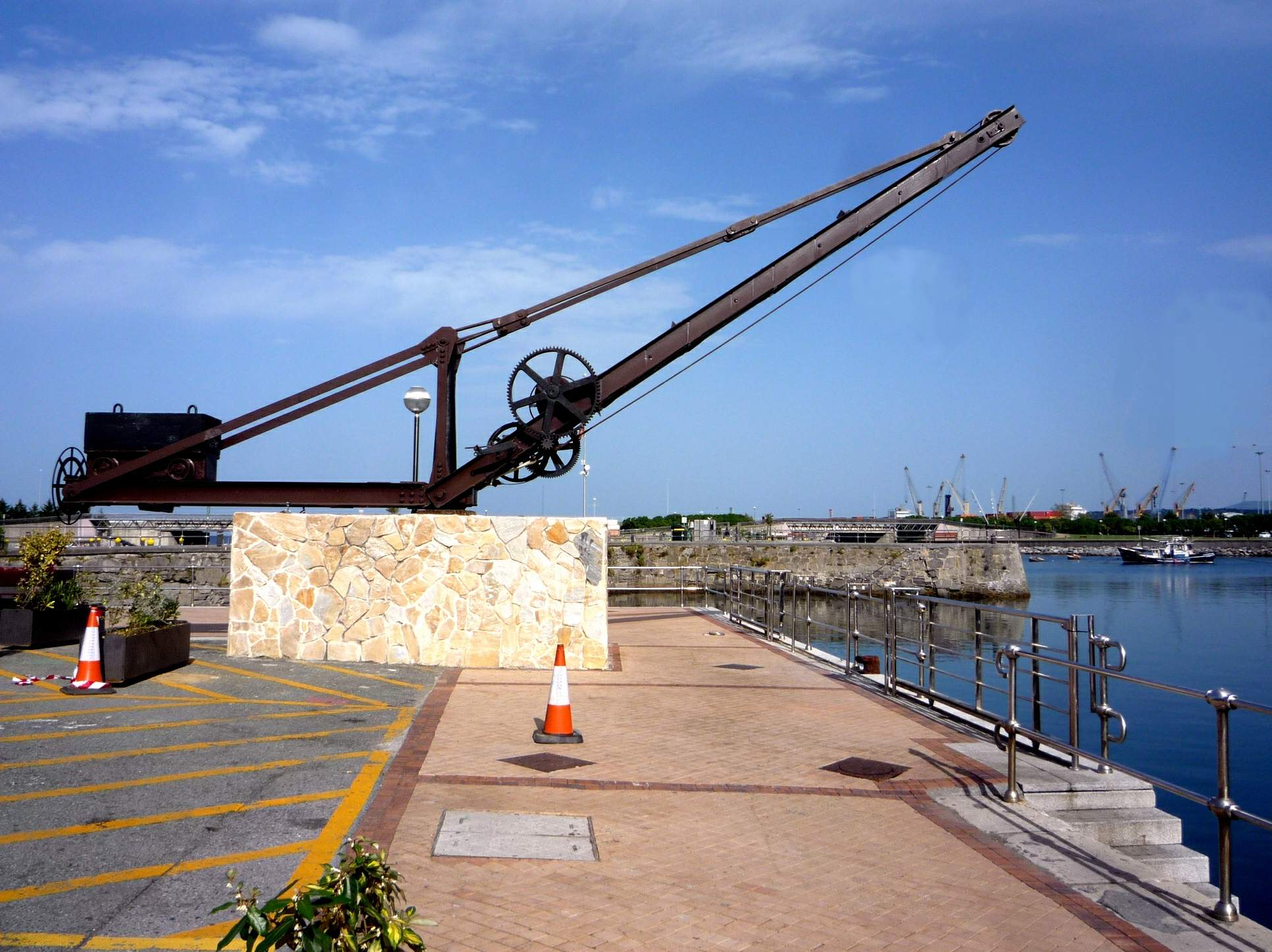
Grúa del puerto
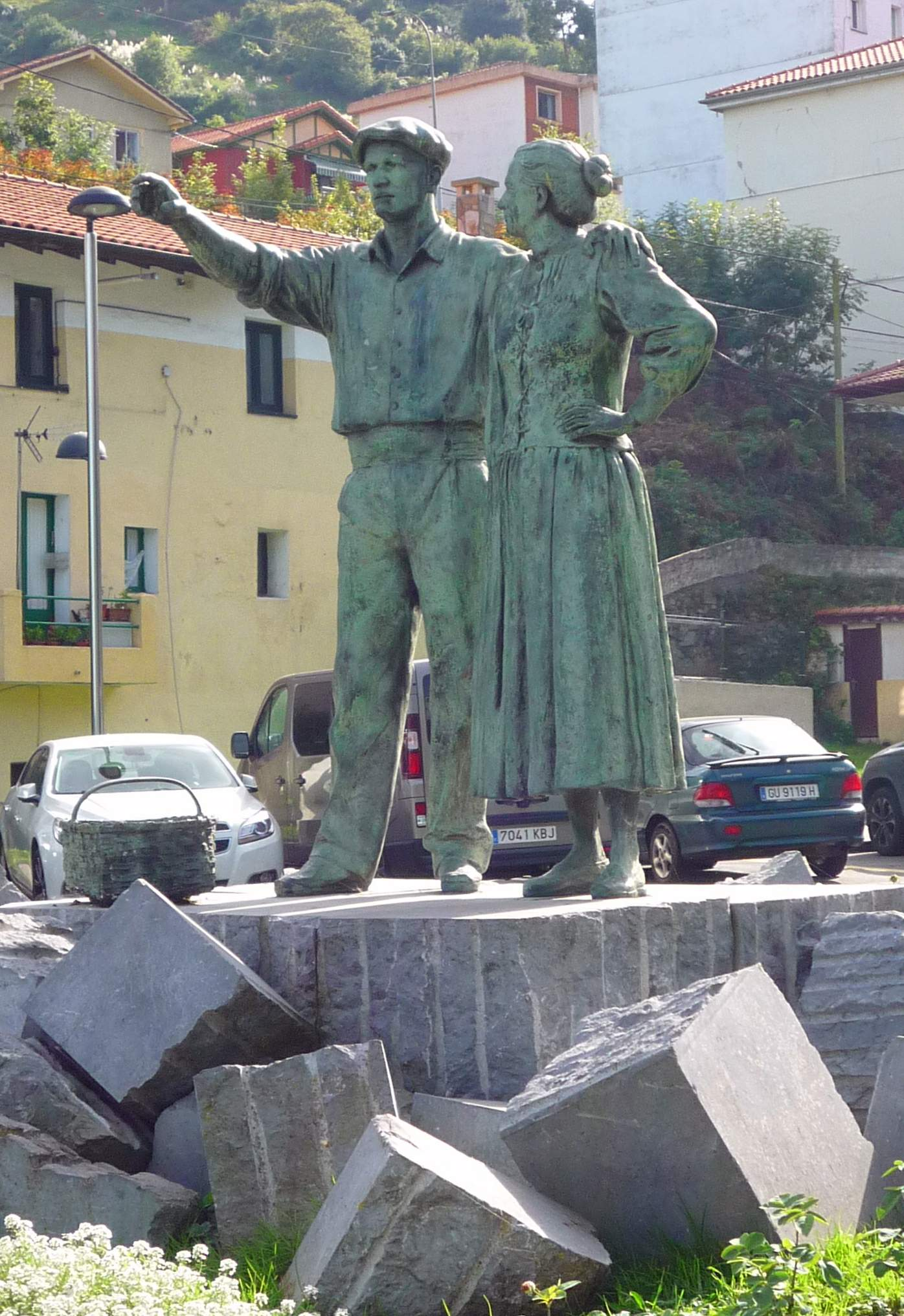
Escultura de arrantzales
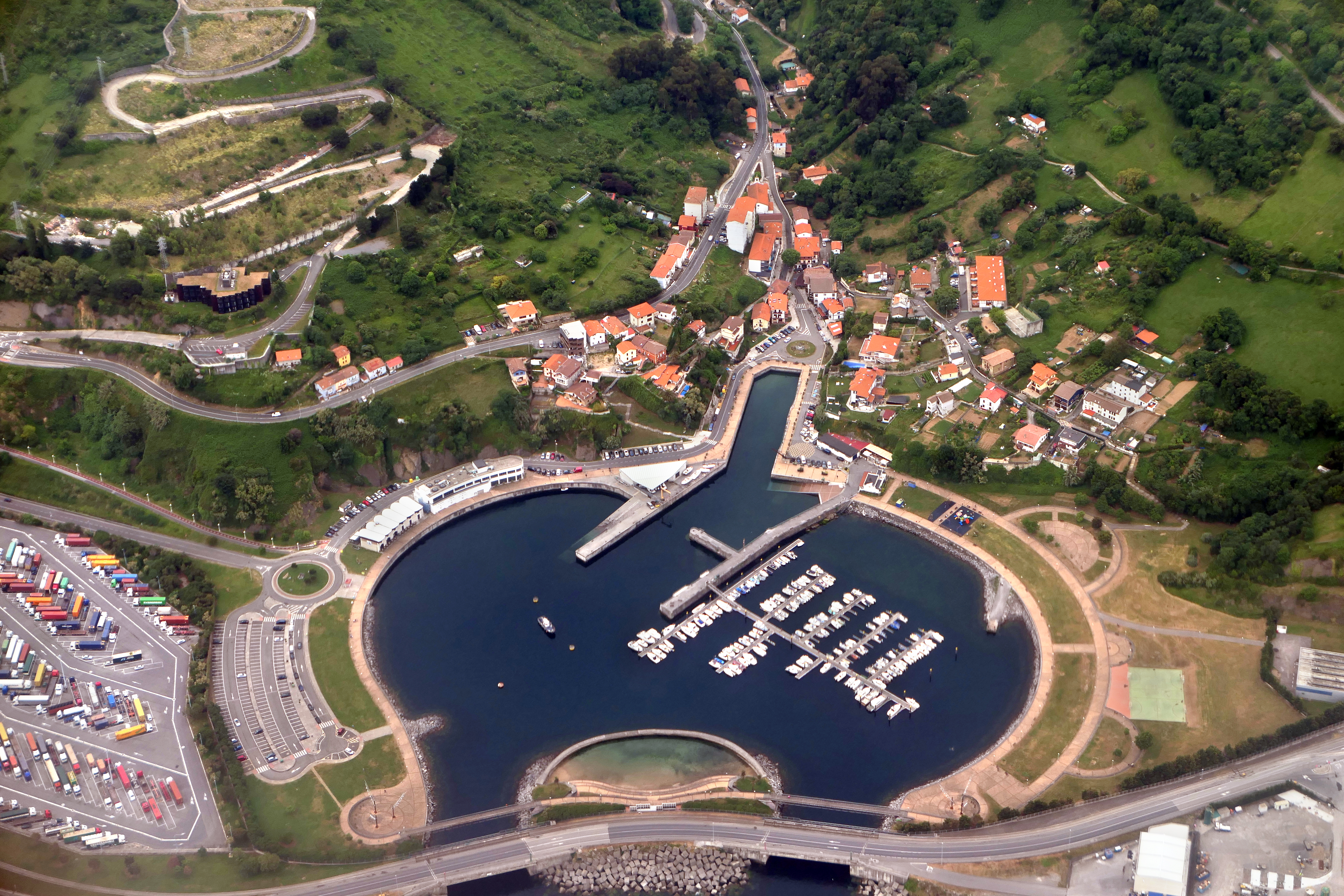
Foto aérea del Puerto de Zierbena
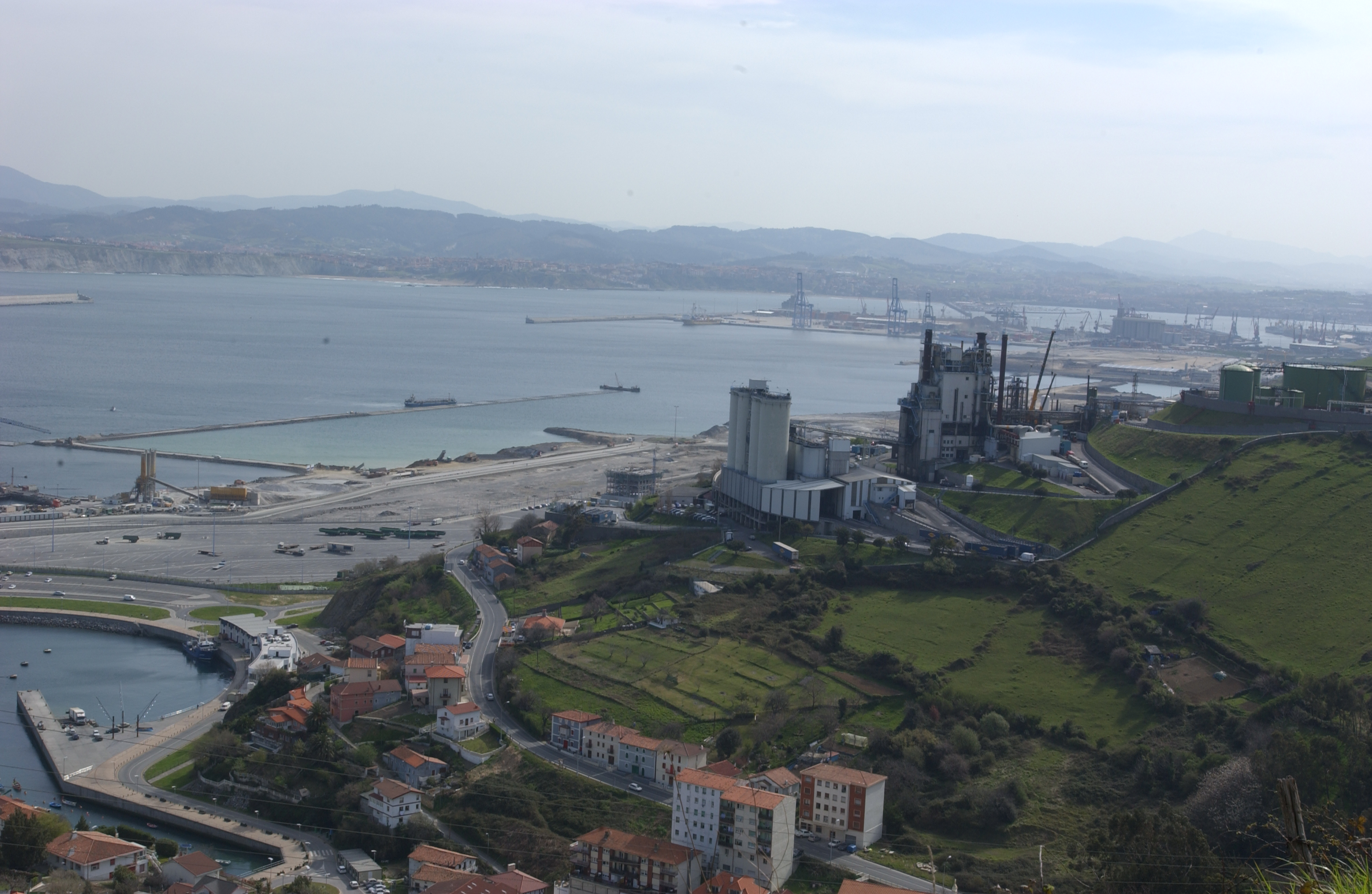
Puerto de Zierbena